# Канкло, Жан Батист Камиль де
Жан Бати́ст Ками́лль де Канкло́ (фр. Jean Baptiste Camille de Canclaux, 2 августа 1740, Париж — 27 декабря 1817, там же) — французский военачальник и сановник, дивизионный генерал (1792).

## Биография
Родился в семье судьи. Обучался в кавалерийском училище в Безансоне. Поступил в кавалерию в 1756 году, в 1757 произведён в корнеты. Участвовал в Семилетней Войне, отличился, и был повышен до капитана. Долгое время после этого служил в драгунском полку принца Конти, преподавал в Безансонском училище, которое сам когда-то закончил, написал книгу о тактике драгун, дослужился до поста командира своего полка, стал шевалье ордена Святого Людовика.
Незадолго до революции был обвинён в растрате полковой кассы. Оскорблённый, он поддержал революцию, и вызвался сражаться против повстанцев-роялистов, сторонников короля, на западе Франции в Бретани и Вандее. Отличался умеренной по отношению к роялистам политикой в сочетании с успехами на поле боя. Произведён в генерал-лейтенанты. 29 июня 1793 году во главе гарнизона Нанта отразил попытку его захвата вандейцами и сохранил город и порт для Республики. Затем некоторое время успешно действовал против роялистских отрядов Шаретта, пока тот вместе с другими вождями вандейцев не нанёс ему и Клеберу поражение в Торфу-Тиффожском сражении. Уволен из армии 1 октября 1793 года из-за его благородного происхождения. Он удалился в свои земли, в замок Соссе (Эссон).
Канкло вернулся в армию только после падения Робеспьера и был назначен главнокомандующим Западной армией. В 1795 году активно помогал Лазару Гошу в разгроме роялистов, высадившихся в бухте Киберон, посылая ему необходимые подкрепления. Канкло покинул свой пост 29 августа 1795 года и получил разрешение уйти в отставку 16 октября 1795 года.
Отправленный на юг в 1796 году для организации армии, предназначенной для похода в Италию, он был назначен в конце 1796 года полномочным министром при дворе Неаполя и выполнял эти функции там до 1797 года. После государственного переворота 18 брюмера он поддерживал политику Бонапарта, и первый консул назначил его командующим 14-й военной дивизией в Кан 17 февраля VIII года (5 декабря 1799 года), поручив ему вместе с генералом Эдувилем завершить умиротворение Вандеи. Занимал ряд второстепенных по своему реальному значению должностей, тем не менее, был сделан сенатором (1805) и графом Империи (1808).
В 1814 году голосовал в Сенате за низложение Наполеона, в 1815 году, в качестве пэра Франции — за смертный приговор маршалу Нею. Вернувшимися к власти Бурбонами был благополучно прощён.
Дочь генерала Канкло, Женевьева Мария Жозефина (1785—1849) была, в первом браке, женой наполеоновского кавалерийского генерала Огюста Кольбера-Шабане. Имя генерала Канкло выбито на северной стене парижской Триумфальной Арки.